# College ter Beoordeling van Geneesmiddelen

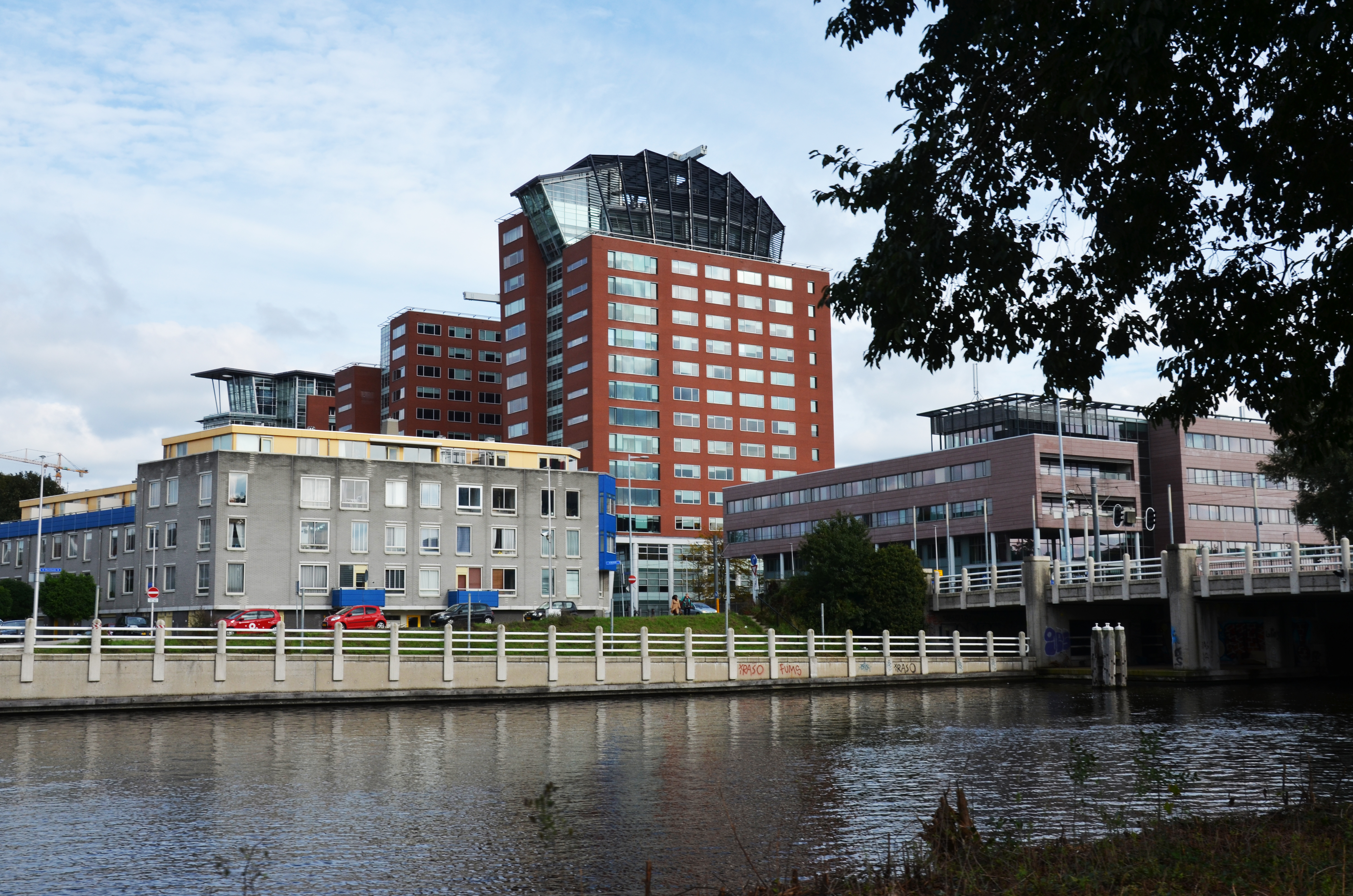
Kantoor in Utrecht

Het College ter Beoordeling van Geneesmiddelen (CBG) is een Nederlandse autoriteit, die bestaat uit een zelfstandig bestuursorgaan (zbo) en een agentschap onder verantwoordelijkheid van het ministerie van Volksgezondheid, Welzijn en Sport.
Het College (de zbo) wordt conform de Geneesmiddelenwet benoemd door de minister van VWS en bestaat uit artsen, apothekers en wetenschappers. Het agentschap is verantwoordelijk voor de voorbereiding en uitvoering van besluiten van het College, en voor de medicatiebewaking in Nederland. De veiligheid van nieuwe voedingsmiddelen voor de mens wordt ook door het CBG beoordeeld.
Het CBG is in 1963 opgericht na de zogenoemde 'Softenon affaire' waarbij aan het licht kwam, dat het gebruik van het geneesmiddel thalidomide door de moeder tijdens de zwangerschap zeer schadelijk was voor de ongeboren vrucht. Sindsdien gelden er strenge eisen wat betreft werkzaamheid, veiligheid en kwaliteit van geneesmiddelen.

## Taken
Kerntaak is de beoordeling van geneesmiddelen en bewaking van de balans tussen werkzaamheid, bijwerkingen en risico's. Het gaat daarbij om geneesmiddelen voor zowel mensen als dieren. Het CBG is er verantwoordelijk voor welke geneesmiddelen op de Nederlandse markt worden toegelaten en medeverantwoordelijk voor toelating in de Europese Unie.
De organisatie beheert de Geneesmiddeleninformatiebank, de officiële bron van informatie over alle geneesmiddelen die in Nederland zijn toegelaten. 
Het College werkt nauw samen met ketenpartners en het zorgveld, waaronder de Centrale Commissie Mensgebonden Onderzoek, Zorginstituut Nederland, de Inspectie Gezondheidszorg en Jeugd, Bijwerkingencentrum Lareb, het Rijksinstituut voor Volksgezondheid en Milieu, de Koninklijke Nederlandse Maatschappij ter bevordering der Pharmacie, het Nederlands Huisartsen Genootschap, Patiëntenfederatie Nederland, het Informatieberaad Zorg, de Nederlandse Hartstichting, de Stichting Werkgroep Antibiotica Beleid, het Nederlands Instituut voor Onderzoek van de Gezondheidszorg en het Centraal Bureau Drogisterijbedrijven. 
Het CBG is onderdeel van het Europese netwerk van medicijnagentschappen en krijgt voor de beoordeling van geneesmiddelen medewerking en ondersteuning van het Europees geneesmiddelenagentschap EMA.